# القاعدة في بلاد المغرب الإسلامي
القاعدة في بلاد المغرب الإسلامي تنظيم مصنف لدى دول عديدة أنه إرهابي، نشأ عن الجماعة السلفية للدعوة والقتال الجزائرية، التي ولدت بدورها من رحم الجماعة الإسلامية المسلحة.
في 2006 أعلنت الجماعة السلفية انضمامها إلى تنظيم القاعدة الذي كان يقوده أسامة بن لادن، قبل أن تتسمى في العام التالي رسميا باسم «تنظيم القاعدة في بلاد المغرب الإسلامي».
ويقول التنظيم إنه «يسعى لتحرير المغرب الإسلامي من الوجود الغربي - الفرنسى والأمريكى تحديدا - والموالين له من الأنظمة (المرتدة) وحماية المنطقة من الأطماع الخارجية وإقامة دولة كبرى تحكم بالشريعة الإسلامية».

## التركز والقيادة
يتركز التنظيم في الجزائر في شرقي البلاد وخاصة في منطقة القبائل، وقاده عبد المالك درودكال الذي تزعم الجماعة السلفية للدعوة والقتال منذ 2004 وقتل في 2020 وتولى قيادة التنظيم من بعده أبو عبيدة يوسف العنابي.
شخصيات قيادية:
- أبو الحسن رشيد البليدي: عضو الهيئة الشرعية/رئيس الهيئة القضائية لتنظيم القاعدة ببلاد المغرب الإسلامي تم القضاء عليه بكمين للجيش الجزائري في ولاية تيزي وزو[5]، وكان قاضي الجماعة السلفية للدعوة والقتال وله عدة كتب ومؤلفات شرعية مثل:

- وجوب الفصام وحتمية الصدام بين الكفر والإسلام.
- البيان والتبيين لحكم مموني المرتدين.
- مبارك يزيد (أبو عبيدة يوسف العنابي): عضو مجلس الشورى ورئيس أعيان التنظيم.
- أبو حيان عاصم: أحد أعيان التنظيم وعضو الهيئة الشرعية.
- أبو عبد الإله أحمد: رئيس اللجنة السياسية والعلاقات الخارجية بالتنظيم.
- عبد الحميد أبو زيد، قائد كتيبة «طارق بن زياد» أو «الفاتحين» اسمه الحقيقي عبيد حمادو.
- يحيى أبو الهمام يقود كتيبة «الفرقان» المتمركزة في غرب تومبكتو (شمال مالي).
- يحيى جوادي، المكنى «أبو عمار» أمير «إمارة الصحراء».[7]
- مختار بلمختار المكنى (أبو العباس) -الذي تلقبه وسائل الإعلام الحكومية الجزائرية بالأعور بسبب عاهة لحقت بإحدى عينيه خلال قتال القوات السوفياتية في أفغانستان- فيشرف على الجماعة في الصحراء الكبرى على الحدود مع كل من مالي والنيجر، وهي منطقة زاد فيها نشاط التنظيم في السنوات الأخيرة،[8] ويدل على ذلك مشاركته وجماعات محسوبة عليه في السيطرة على بعض مدن شمالي مالي بين يناير/كانون الثاني ومارس/آذار 2012.[9]

## أبرز قادة التنظيم
1. عبد الملك درودكال:

ولد درودكال في مدينة مفتاح بالقرب من الجزائر العاصمة عام 1970م، ترأس تنظيم «القاعدة في بلاد المغرب الإسلامي» في العام 2004 , تشير المعلومات إلى أنه قاتل في أفغانستان، تأثر درودكال جدا بأبو مصعب الزرقاوي زعيم تنظيم القاعدة في العراق، وقد كان درودكال العقل الذي دبر التحاق «جماعة الدعوة والقتال» السلفية بـ«القاعدة» والتي أصبح اسمها «القاعدة في بلاد المغرب الإسلامي».
1. يحيى جوادي:

هو أمير «إمارة الصحراء», هي إمارة بحسب تقسيم التنظيم تمتد منطقة شاسعة تمتد بين مالي والنيجر ونيجيريا وليبيا وموريتانيا وتشاد قد خلف يحيى جوادي الملقب بـ«إلياس أبو عمار مختار بالمختار» على رأس «إمارة الصحراء» في العام 2007. وفي رصيد هذا الرجل سلسلة من الاعتداءات وعمليات الاختطاف بدأها في كنف الحلقة المقربة من عبد الملك درودكال. ويعتبر جوادي اليد اليمنى لدرودكال.
1. عبد الحميد أبو زيد:

هو قائد كتيبة طارق بن زياد، اسمه الحقيقي أديب حمادو، عرف بالرجل القاسي والعنيف والمتعصب، هو العنصر الأكثر تطرفا في «القاعدة»، فجماعته كانت أول جماعة أعدمت رهينة هو البريطاني أدوين دير في يونيو/حزيران 2009، وكانت عملية الإعدام هذه الأولى لأجنبي منذ اختطاف وقتل رهبان تبحرين في العام 1996 في الجزائر، وتعود أولى أعمال أبو زيد المسلحة إلى العام 2003 حين وجهت إليه وإلى عماري صايفي الملقب بـ«عبد الرزاق أل بارا» اتهامات باختطاف مجموعة من السياح الأجانب، من ثم اتهم باختطاف نمساوي وزوجته في الجزائر في فبراير/شباط 2008 وأيضا سياح أوروبيين منهم أدوين دير، بمالي في العام 2009. كما أن الرهينة الفرنسي ميشال جيرمانو، الذي أعدم في يوليو/تموز 2010، كان في قبضته.
1. يحيى أبو الهمام:

ثلاثيني، وهو الذراع اليمنى لعبد الحميد أبو زيد، يعمل هذا الرجل القادم من شرق العاصمة الجزائرية تحت آمرة أبو زيد ويقود كتيبة «الفرقان» المتمركزة في غرب تومبكتو (شمال مالي). أبو الهمام عضو سابق في «جماعة الدعوة والقتال» السلفية، ويحتل مرتبة شديدة الأهمية في تنظيم «القاعدة في بلاد المغرب الإسلامي» والسبب تورطه في غالبية عمليات الاختطاف للتنظيم، تقول وسائل اعلام موريتانية انه قتل 21 سبتمبر/أيلول في هجوم شنه الجيش الموريتاني ضد مسلحي التنظيم.
1. عبد القادر مختار بلمختار:

ينشط مسعود عبد القادر مختار بلمختار أو «إلياس أبو العباس» أو «الأعور» في منطقة الساحل منذ أكثر من 15 سنة، وتفيد مصادر أن كتيبته، «الملثمون»، تنشط أساسا في شمال مالي وفي موريتانيا. ويعيش الرجل، المتزوج منذ سنوات من ابنة عائلة مرموقة من طوارق مالي، في ترحال دائم. مختار من مواليد عام 1972 في غرداية (في جنوب شرق الجزائر)، قاتل في صباه في أفغانستان، ذاع صيته في الجزائر لقيامه بقتل رجال الجمارك وحرس الحدود خلال قيامه بعمليات تهريب عبر الحدود. , وتؤكد الآن المعلومات الاستخبارتية بأن القاعدة «لا تستطيع التخلي عن خدمات بلمختار فهو من يزود التنظيم بالقسم الأكبر من احتياجاته من السيارات والأسلحة بسبب نشاطه كمهرب في المنطقة منذ العام 1995».

## عناصر التنظيم
لا إحصائيات دقيقة لعدد مقاتلي الجماعة، لكن أغلب المصادر تقدر عددهم ببضع مئات، فيما يتوزع الباقون على جنسيات دول أبرزها موريتانيا وليبيا والمغرب وتونس ومالي ونيجيريا.
وقد قدرت بعض الجهات[من؟] عدد المجموعات الصغيرة المنتسبة للتنظيم بنحو سبعين خلية، بينها كما تقول الاستخبارات الغربية مجموعة «أنصار الدين» في شمالي مالي التي يقودها إياد أغ غالي. كما تشهد علاقات تعاون مكثفة مع جماعة أهل السنة والجماعة للدعوة والجهاد المعروفة إعلاميا بحركة طالبان نيجيريا أو بوكو حرام.

## مناطق النشاط
ينشط التنظيم أساسا في الجزائر، لكن نفوذه يمتد إلى جنوب الصحراء.
وتقول الاستخبارات الغربية إن التنظيم ضالع في منطقة الساحل في عمليات خطف للغربيين تُدر عليه مبالغ ضخمة، كما يدر مبالغ كبيرة من الاستثمارات في مجال العقارات الفاخرة والأراضي وتجارة السلاح والسلع المهربة.
ويتولى التنظيم أيضا تدريب عناصر من دول الجوار، تنفذ عمليات داخل أراضيها كموريتانيا والمغرب وتونس.
ورغم أن التنظيم شن السنوات الأخيرة هجمات دامية في الجزائر، فإن نشاطه العسكري يبقى محدودا.

## الجناح الإعلامي
أعلن مركز الفجر للإعلام - الناطق الحصري باسم تنظيم القاعدة - في الأحد، 15 شوال، 1430 هـ، 04/10/2009م عن إنشاء مؤسسة الأندلس للإنتاج الإعلامي كناطق رسمي وذراع إعلامي لتنظيم القاعدة في بلاد المغرب الإسلامي.

## الهيكل التنظيمي
هناك ثلاث مجموعات كبيرة (إمارات) تضم في المجموع أكثر من 12 كتيبة مسلحة تقوم بتنفيذ العمليات ميدانيا، ويتألف تنظيم «القاعدة في بلاد المغرب الإسلامي» حاليا من نفس التركيبة التي ورثها من التنظيم السابق «الجماعة السلفية للدعوة والقتال» لكن قيادة التنظيم قامت بإجراء تعديلات هيكلية تبعا لظروف المواجهة مع القوات المسلحة الجزائرية. ويقود التنظيم مجلس الأعيان بقيادة الأمير عبد الملك درودكال المدعو أبو مصعب عبد الودود، ويلي مجلس الأعيان إمارات المناطق وهي ثلاث في الوسط والشرق والصحراء، ثم هيئة الجند وهو هيكل جديد استحدثته القاعدة لدمج مجموعة من السرايا والكتائب في هيكل واحد. ويمكن رسم هيكل «القاعدة» على النحو التالي:
1- إمارة منطقة الوسط
تضم ثلاث هيئات للجند هي:
«جند الأهوال» وتضم كتائب «الفتح» و«أبو بكر الصّديق» و«الأرقم» وتنشط بولاية بومرداس (60 كلم شرقي العاصمة الجزائرية).
«جند الأنصار» ويضم «كتيبة النّور» و«كتيبة عثمان بن عفان» و«كتيبة علي بن أبي طالب» وتنشط بولاية تيزي وزو (100 كلم شرقي العاصمة الجزائرية).
«جند الاعتصام» وتضم «كتيبة الفاروق» و«كتيبة الهدى» تنشط بـولاية البويرة (160 كلم شرقي العاصمة الجزائرية) حتى منطقة برج بوعريريج (شرق).
2- إمارة منطقة الصحراء تحت قيادة يحيى جوادي المعروف بيحيى أبو عمار وتضم ثلاث كتائب أساسية هي:
«كتيبة الملثمون»، ويقودها مختار بلمختار المكنى «خالد أبو العباس».
وكتيبة «طارق بن زياد» بقيادة عبد الحميد عبيد المكنى بـ«عبد الحميد أبو زيد».
و«كتيبة الفرقان»، والتي يقودها يحيى أبو الهمام.
3- إمارة منطقة الشرق وتدير سرايا قليلة تنشط بولايات تبسة وجيجل وسكيكدة وقسنطينة شرقي الجزائر وتعاني من قلة عناصرها بسبب ضعف التجنيد.
4- في منطقة الغرب بدأ التنظيم مؤخرا في التواجدولا يعرف على وجه التحديد هيكلته هناك ويتواجد تنظيم آخر هو «حماة الدعوة السلفية» بقيادة سليم الأفغاني.
تتسم الهيكلية التنظيمية للقاعدة في بلاد المغرب الإسلامي بالتعقيد والشمول، وهي تعكس صورة العمل الجماعي المؤسسي، حيث تتكون قيادة التنظيم من أمير التنظيم، ومجلس الأعيان، ورؤساء اللجان والهيئات، الذين يشّكلون ما يعرف بمجلس شورى التنظيم، وتقوم مهامه على تنسيق العمل بين مختلف المستويات القيادية.
ويحتوي التنظيم على بقية أعضاء التنظيم، حيث يشترط في العضوية أن يكون العضو مسلماً سليم العقل والأعضاء التي لا تعيقه عن الجهاد، وأن لا يلتزم بالعمل مع أي تنظيم آخر، فضلاً عن البيعة التي يعطيها لأمير التنظيم، بالالتزام على السمع والطاعة في المعروف، أما الشروط الشرعية التي بينها التنظيم الواجب توفرها في أمير التنظيم حتى يعطى البيعة، فهي: الإسلام، والبلوغ، والعقل، والذكورة، والحرية، والعدالة، وسلامة العقيدة والمنهج، والعلم الشرعي وهذا الشرط تعتبره الجماعة من شروط الكمال وليس الوجوب، والأقدمية والبلاء الحسن، وسلامة الأعضاء والحواس، والتجربة والخبرة الميدانية.
وهناك جماعة الأنصار، وهم شبكة الأفراد على مختلف اختصاصاتهم، الذين يقومون بدعم وإعانة التنظيم، وحول مهام أمير التنظيم (أبو مصعب عبد الودود) فمن واجباته القيام بإدارة كامل شؤون التنظيم، وتنسيق العمل بين مجلس الشورى من جهة، ورؤساء الهيئات، وأهل الرأي، وذوي الخبرات من جهة ثانية، والإشراف على تنفيذ القرارات والتعليمات الصادرة من قبله، وحماية أصول وضوابط وأهداف التنظيم الشرعية من الخلل والتحريف، وتعيين أعضاء وأمراء الهيئات والأقسام بحسب المهام والمسؤوليات، واستخلاف نائب الأمير، الذي يقوم بإدارة شؤون التنظيم في حال ما إذا قتل الأمير الأصيل، أو أسر أو مرض مرضاً مزمناً يعيقه عن أداء مهامه، لحين اختيار أهل الحل والعقد أميراً جديداً للتنظيم، وإصدار القرارات والتعليمات والتوجيهات المتعلقة بسير أمور التنظيم بشكل عام، ويستثنى من تلك القرارات المصيرية التي لا يحق له اتخاذ القرارات فيها منفرداً، بل يحتاج إلى قرار جماعي يتخذه جميع أو غالبية أعضاء مجلس الأعيان، ومن هذه القرارات: المساس بأصول ومبادئ النظام الداخلي (الميثاق) للتنظيم، وفتح جبهة قتالية جديدة، وعقد صلح أو هدنة مع الكفار الأصليين، وعزل الأمير نفسه عن الإمارة، والتعامل مع الجهات الخارجية، وعزل أي عضو من أعضاء أهل الحل والعقد، أو تحويله إلى المحكمة الشرعية، ويحق للأمير عزل هذا العضو فقط من المهمة المكلف بها خارج إطار مجلس أهل الحل والعقد.
وتشمل واجبات أمير التنظيم ما يلي: العدل بين المجاهدين في أداء الحقوق، والرفق وحسن الظن بالمجاهدين، والنصح والحرص على سلامتهم، وإعداد المجاهدين مادياً ومعنوياً، وذلك من خلال التربية ونشر العلم وتوفير أسبابه، وإحياء فريضة الجهاد في نفوس المجاهدين، والحفاظ على أسرار التنظيم، والقدوة العملية الحسنة، والحفاظ على وحدة ومصلحة التنظيم، وتوحيد الجهود وجمع شمل التيار السلفي الجهادي في بلاد المغرب العربي، وفيما يتعلق بعزل الأمير أو إنهاء إمارته فتتم من خلال توافر أحد الأسباب التالية : الوفاة، والكفر البواح، واختلال العقل، وفقدان حاسة من حواسه التي تعيقه عن أداء مهامه، والخيانة، وإتيانه ببدعة متفق عليها بين علماء أهل السنة والجماعة، والأسر مع اليأس من فك أسره، والفسق الظاهر، ومن ناحية ثانية بين الميثاق، حقوق أمير التنظيم على الجند، وتشمل طاعته بالمعروف، ونصرته على الحق، ونصحه، وعدم إفشاء أسرار التنظيم، وحسن الظن به، وتوقيره، وكف اللسان عنه، والدعاء له.

## المهام والصلاحيات في التنظيم
تعتبر إمارة التنظيم، إمارة حرب في التوصيف الفقهي للجماعة لا إمارة دولة، حيث أنها تسعى إلى تمكين التنظيم من خلال حرب الاستنزاف الموجهة ضد (الغرب الصليبى وحلفاءه المحليين من الأنظمة الحاكمة)، وتنحصر مهام الإمارة وأحكامها في : تدبير شؤون الحرب، وولاية القضاء، وحماية البيضة، وحماية الحريم، وتقسيم الفيء والغنائم، وجباية الزكاة والصدقات، وإقامة الحدود، ويرأس التنظيم مجلس الشورى، الذي يتكون من : مجلس الأعيان (أهل الحل والعقد)، وأمير التنظيم، ورؤساء الهيئات التي تشمل:
- اللجنة الشرعية
- اللجنة العسكرية
- اللجنة الطبية
- اللجنة المالية
- اللجنة القضائية
- اللجنة الإعلامية
- لجنة الديوان
- لجنة العلاقات الخارجية

ويضم مجلس شورى التنظيم في عضويته، ما يوصف بأنهم أهل الحل والعقد من أصحاب الرأي السديد، وأهل الاختصاصات، والخبرات الذين يرأسون الهيئات واللجان.
ويقوم المجلس بمساعدة أمير التنظيم على إدارة شؤونه، وسياساته، ومصالحه، والذب عن مبادئه، وتقديم النصيحة والمساعدة في اتخاذ القرارات الهامة، ولا تعتبر الشورى ملزمة لأمير التنظيم، بل يمتلك الأمير أحقية اتخاذ القرارات منفرداً بحكم إمارته.
أما بخصوص مجلس الأعيان أو ما يعرف بـ «أهل الحل والعقد»، فيترأسه الشيخ «أبي الحسن رشيد البليدي»، والذي يتولى مهمة جمع أفراد مجلس الأعيان أو جلهم (ما زاد على النصف)، في حالات الطوارئ، كأن يمرض أو يؤسر أو يموت أمير التنظيم، ليتم اختيار أمير جديد للتنظيم يخلف الأمير السابق.
أما مجمل الصلاحيات والمهام التي تقوم بها الهيئات المختلفة المنبثقة عن مجلس شورى التنظيم، فإن صلاحيات «اللجنة الشرعية»، التي ينبثق عنها فرع الدعوة والإرشاد، وفرع البحوث العلمية والفتاوى الشرعية، وصلاحيات رئيسها هي: تحديد برنامج عملي للجنته، وإنشاء المدارس الشرعية، وإعداد أفراد التنظيم فكرياً وعقدياً، والرجوع إلى العلماء في المسائل الشائكة، والبحث في المسائل العلمية المستجدة، أما مهمة فرع الدعوة والإرشاد فتنحصر في نشر العلم الشرعي من خلال استعمال جميع الوسائل الدعوية المشروعة، ومهمة فرع البحوث العلمية والفتاوى الشرعية البحث في المسائل الشرعية المستجدة والفصل فيها، باستثناء المسائل التي تصدر باسم التنظيم التي يشترط فيها حضور جميع أفراد اللجنة الشرعية.
وثاني اللجان في التنظيم هي اللجنة القضائية، والتي يعتبرها التنظيم من ركائزه الأساسية، ويتبع لها قاضي الجماعة، الذي يعين من قبل أمير التنظيم، وهو مستقل في مباشرة مهامه، ويعين قضاة المناطق بالتعاون مع أمرائها، وتعتبر أحكامه قطعية ونافذة.
وثالث هذه اللجان، اللجنة العسكرية، وهي من دعائم التنظيم التي تعكس قوته ومنعته، ويرأسها قائد عام، ونواب يرأسون الفروع المنبثقة عنها، وهذه الفروع هي:
- فرع التدريب والتجنيد
- وفرع التموين والتمويل
- وفرع التصنيع
- وفرع الاستطلاع
- وفرع الهندسة العسكرية
- وفرع التخطيط والدراسات العسكرية

وتتولى اللجنة مهمة الإشراف والإدارة والتنفيذ، لكل ما يتعلق بالشؤون العسكرية للتنظيم، والتنسيق مع الفروع الأخرى من أجل ضمان تحقيق سلامة العمل.
ومهمة فرع التدريب والتجنيد هي : تحديد البرنامج التدريبية للأفراد والقادة الميدانيين، وفحص المستجدين في التنظيم من حيث الكفاءة والقدرة، ومن الناحية الأمنية.
أما مهمة فرع التموين والتمويل فهي : تعبئة المجاهدين عسكرياً وتأمين الطعام والعدة والعتاد.
ومهمة فرع الاستطلاع هي : مراقبة واستطلاع أهداف العدو، وتحديد الأهداف المنتقاة، وتأمين الملاذ الآمن لقيادة وأفراد التنظيم.
ومهمة فرع الهندسة العسكرية، هي: تحديد الطرق التي تسهل عملية تنقل وحركة المجاهدين، وتحديد مواقع الملاجئ ومراكز التدريب.
ومهمة فرع التخطيط والدراسات العسكرية، هي: دراسة وتدريس وتطوير الإستراتيجية القتالية للتنظيم التي تستند على حرب العصابات، وتحديد الأهداف والوسائل الهجومية المناسبة لها، من حيث العدة والعتاد والعدد، ورسم الخطط الحربية عند التنفيذ.
أما مهمة فرع التصنيع، فهي: تحضير وتصنيع وتطوير الأسلحة والعتاد والمتفجرات.
وأما مهمة اللجنة المالية التي تتكون من مجموعة من الأفراد ذوي الخبرات والتخصصات في المجال المالي، والمعروفين بالصدق والأمانة والزهد، ويتولون الإشراف على إدارة شؤون مال التنظيم وفق الأصول الشرعية، من خلال معرفة الحكم الشرعي في طرق كسب المال الحلال، وتجنب الاكتساب المحرم، ومعرفة أوجه صرف المال.
ويرأس اللجنة أمين عام، ويتفرع عن هذه اللجنة الفروع التالية:
- فرع المحاسبة الذي يقوم بحفظ السجلات وتقديم التقارير المالية لقيادة التنظيم.
- وفرع بيت المال المسؤول مباشرة عن حفظ مال التنظيم، وضبط الدخل والمصروف منه.
- فرع الدراسات الاقتصادية والاستثمارية، ويقوم بدراسة المشاريع الاستثمارية المقترحة من قبل أمين المال، وتحديد البرنامج العملي لتنفيذها وطرق الاستفادة من المال.

وتتحدد الموارد المالية للتنظيم فيما يلي: الغنيمة والفيء، والزكاة، وصدقات التطوع، والضرائب، والأوقاف، قدرت دراسات أكاديمية فرنسية مجموع الفديات التي حصّلها الفرع الصحراوي لـالقاعدة ببلاد المغرب الإسلامي، بنحو 381 مليون أورو، عن أكثر من 08 رهينة غربية تم اختطافها منذ خمس سنوات.
وفيما يتعلق بمهمة اللجنة الطبية فهي معالجة الجرحى وتقديم الرعاية الصحية للمرضى، من أدوية ونصائح وإرشادات، والقيام بالعمليات الجراحية اللازمة للجرحى والمرضى، وينبثق عنها الفروع الطبية التالية:
- فرع التكوين الصحي
- وفرع الصيدلية
- وفرع التمريض
- وفرع الصيانة والتجهيز
- وفرع الخدمات
- والفرع المالي

أما اللجنة الإعلامية فهي هيئة تنفيذية تتولى الإشراف على إنتاج وتوزيع كل ما يصدر عن التنظيم من الإصدارات المقروءة والسمعية والمرئية، وتتكون هذه اللجنة من الفروع التالية :
- فرع الصيانة والتجهيز
- وفرع المراقبة والرصد
- وفرع الوسائل الفنية والتقنية
- وفرع الأرشيف
- وفرع الطباعة

ومهمة مسؤول العلاقات الخارجية في التنظيم هي فتح قنوات الاتصال مع شتى الهيئات والأفراد، خارج البلاد بالتنسيق مع أمير التنظيم، بهدف التعريف بأهداف وغايات التنظيم، ومحاولة استقطاب أكبر عدد ممكن من المؤيدين والداعمين، والقيام بمهمة التفاوض مع الآخرين بعد تكليف أمير التنظيم بذلك.
وتنحصر مسؤولية ديوان التنظيم، بإحصاء الجند من قتلى وجرحى وأسرى، والاحتفاظ بسجلات تتعلق بأفراد وقيادة التنظيم.
إن الهيكلية التنظيمية للقاعدة في بلاد المغرب العربي، تتسم بالشمول والتكامل من خلال المهمات والواجبات التي تتولاها الهيئات والأقسام، ومن خلال سعيها نحو إقامة عمل مؤسسي يشبه إلى حد كبير عمل مؤسسات الدولة.
فتنظيم القاعدة في بلاد المغرب الإسلامي يضع على رأس أولوياته الانقلاب على الحكم والسيطرة عليه، من أجل إقامة الدولة الإسلامية، وهي الغاية الأساسية لتنظيم القاعدة المركزي، بزعامة أسامة بن لادن، الذي أعلنت الجماعة السلفية للدعوة والقتال أنها قامت بعدة اتصالات منذ زمن من أجل التوصل إلى اتفاق ومباركة زعيم القاعدة من أجل الانضواء تحت لوائها والعمل تحت إمرتها، وقد أسفرت هذه الاتصالات بتاريخ 24/1/2007 عن قبول الجماعة السلفية للدعوة والقتال والإذن بتغيير اسمها القديم، ليصبح «تنظيم القاعدة ببلاد المغرب الإسلامي»، بإمارة أبي مصعب عبد الودود.
وقد جاء في بيان البيعة، الأسباب التي دعت إلى التحول، وهي توسيع قاعدة العمل لتشمل سائر أقطار المغرب العربي، بعد أن كانت تقصر عملها على الجزائر، وهي إشارة إلى تحول الجماعة السلفية من قصر القتال على العدو القريب المتمثل في النظام الجزائري ليشمل سائر بلدان المغرب الإسلامي، التي تضم تونس، والجزائر، وليبيا، والمغرب، وموريتانيا، ويأتي هذا التغيير في إستراتيجية الجماعة ليتوافق مع تنظيمات القاعدة الإقليمية، كتنظيم القاعدة في بلاد الرافدين، وقاعدة الجهاد في جزيرة العرب، وغيرها.
وربما شعار الجماعة هو الأكثر دلالة على التحولات الجذرية التي طرأت على التنظيم الجزائري القطري، فقد احتوى على شعار القاعدة المركزي، الذي تختزله بقوله تعالى :

وتعتبر هذه الآية هي الأكثر دلالة والأكثر تداولاً في استخدامات القاعدة، حيث الحرب ممتدة في الزمان والمكان ولا تقتصر على قطر بعينه، كما أن الراية السوداء التي تحتوي على كلمة التوحيد «لا إله إلا الله محمد رسول الله»، ترمز إلى دولة الخلافة ورايتها، أما البنادق على جانبي الشعار فهي تأكيد على تبني منهج القوة والجهاد بأدوات حداثية، بدلاً من السيوف والرماح المستخدمة تراثياً، ويرمز الكتاب الذي يحتوي على قوله تعالى :
""، إلى المنهج العلمي للحركة الذي يشدد على اتباع الكتاب والسنة ومنهج السلف، وأهمية العلم إلى جانب العمل، وذكر الآية للدلالة على كفر وردة الأنظمة المعاصرة، وتمثل خارطة المغرب العربي، مجالاً حيوياً لعمل الجماعة إقليمياً بعد أن كان قطرياً، دون إهمال العدو الأبعد المتمثل في الغرب بشكل عام وأوروبا بشكل خاص، وفرنسا بشكل أخص، نظراً للعلاقات الاستعمارية بين فرنسا وسائر أقطار المغرب العربي.

## إستراتيجية التنظيم
يعتبر التحول الذي طرأ على الجماعة السلفية للدعوة والقتال من تنظيم قطري إلى تنظيم إقليمي، أحد التطورات في مسيرة الجماعات السلفية الجهادية، في العالم والمغرب العربي بشكل خاص، فقد استطاعت الجماعة السلفية من خلال هذه العملية استقطاب عدد كبير من أتباع السلفية الجهادية والقاعدة في أقطار مختلفة كانت تعمل بشكل منفرد تحت مسميات مختلفة واستراتيجيات متنوعة، تزامنت مع تطورات سياسية عديدة في سائر أنحاء العالم العربي، كما حدث مع تنظيم القاعدة في العراق، الذي وسع قاعدته لتشكل ما يسمى «دولة العراق الإسلامية»، وظهور وانهيار «المحاكم الإسلامية في الصومال»، التي بدأت تعيد تنظيم صفوفها من أجل مقاومة الاحتلال الإثيوبي والإطاحة بنظام الحكومة الانتقالية في الصومال، فضلاً عن النجاحات العسكرية التي تحققها حركة «طالبان» في سائر أنحاء أفغانستان على القوات الأمريكية وحلف الناتو، والحكومة الأفغانية.
وقد أظهر تنظيم القاعدة في بلاد المغرب الإسلامي، قدرة فائقة على التكيف مع الوضع الجديد، من خلال عدد من العمليات النوعية في الجزائر، والعمليات التحضيرية التي شملت تونس والمغرب، وتظهر الإصدارات المرئية والمسموعة للتنظيم قدرات فنية وتقنية عالية في تغطية أنشطتها وعملياتها، توازي مجمل الإنتاج الإعلامي لمؤسسة «السحاب»، التابعة لتنظيم القاعدة المركزي، وتتفوق عليها في كثير من الأحيان، كما أن الإنتاج العلمي والإعلامي للتنظيم الجديد يتمتع بدرجة عالية من الكفاءة والدقة، ومن المتوقع أن تشهد منطقة المغرب العربي نشاطاً مكثفاً للسلفية الجهادية، وعمليات نوعية في الأيام القادمة، وربما ينجح التنظيم في نشر أيديولوجيته العقدية والقتالية في بلدان أفريقيا الوسطى، ومنطقة القرن الأفريقي في ظل توتر الوضع السياسي والاجتماعي والإنساني في إقليم دارفور في السودان، والنشاط المزدهر للحركات السلفية في هذه المناطق التي كانت تعتبر حتى وقت قريب خالية من نشاط القاعدة.

## بعض العمليات
شنّ التنظيم عدة عمليات تفجير واختطاف أجانب، من أبرزها:
- 11 أبريل 2007: هجوم مزدوج بالسيارات المفخخة على قصر الحكومة ومركز للشرطة في الجزائر العاصمة يخلف ثلاثين قتيلا و220 جريحا.
- 5 سبتمبر 2007: عملية انتحارية تستهدف تجمعا شعبيا كان في انتظار الرئيس عبد العزيز بوتفليقة في مدينة باتنة خلفت 22 قتيلا وأكثر من مائة جريح.
- 11 سبتمبر 2007: هجوم بمنطقة الأخضرية بولاية البويرة الجزائرية يخلف عشرة قتلى.
- 11 ديسمبر 2007: هجوم مزدوج بالجزائر العاصمة يخلف 67 قتيلا.
- 22 فبراير 2008: اختطاف سائحين نمساويين من جنوب تونس.
- يناير 2009: اختطاف أربعة سياح بريطانيين في مالي.
- 23 يونيو 2009: الأميركي كريستوفر لاغت الناشط في منظمة إنسانية يُقتل في العاصمة الموريتانية نواكشوط على يد التنظيم الذي اتهمه بالتنصير.
- 29 يوليو 2013 : قتل 8 جنود تونسيين في كمين في جبل الشعانبي في تونس منهم اثنين ماتوا ذبحا، وبناء عليه قام الجيش التونسي بعملية عسكرية واسعة النطاق بقصف الجبل بالطائرات والمدفعية فيما عرفت بأحداث جبل الشعانبي.
- 17 يوليو 2014: تم في 18 رمضان 2014 قتل 14 جندي تونسي خمسة منهم بالرصاص و9 حرقا بقذائف الأر بي جي، وكان هذا في نفس وقت قتل ثمانية جنود تونسيين في السنة الفارطة.[15]
- 15 يناير 2016 : قتل 23 شخص وجرح أكثر من 33 شخص في انفجار في مدينة واغادوغو عاصمة بوركينا فاسو.

## القاعدة في الساحل
وتصنف الولايات المتحدة الأميركية والاتحاد الأوروبي القاعدة في بلاد المغرب الإسلامي حركة إرهابية.
وتقول الجزائر إن سقوط نظام العقيد الليبي الراحل معمر القذافي في سبتمبر/أيلول 2011 سبب فراغا أمنيا، سمح للقاعدة في بلاد المغرب الإسلامي بتقوية نفسها عددا وعدة.

## وصلات خارجية
- (بالإنجليزية)حوار نيويورك تايمز مع القائد أبو مصعب عبد الودود
- (بالعربية) تفريغ المقابلة باللغة العربية.pdf
- من هم أمراء القاعدة في بلاد «المغرب الإسلامي»؟ فرانس24
- زلزال غزوة المنصورة وجنون الأقلام المأجورة شبكة حنين
- إمارة أزواد السلفية.. هل أزفت ساعة الميلاد؟ شبكة الجزيرة